# 陳貫 (臺灣)
陳貫（1889年—1936年），字聯玉，號豁軒，臺灣苗栗苑裡人。是當地文人，自幼涉獵群書，耽詩好屬文，與乃兄滄玉有一門雙璧之譽。參加過櫟社、臺灣文社，並於1932年（昭和七年）與王清淵、陳南輝創立蓬山吟社。日治時代在苑裡也擔任過公學校教員、《臺灣新聞》記者、苑裡庄長、苑裡水利組合長、苑裡信用組合長等等。著有《豁軒詩集》，1930年（昭和五年）曾自行結集，逮其歿後，哲嗣南邦博士抄錄所遺詩稿，釐為三卷附詞一卷，於1970年（民國五十九年）排印行世。其存集之詩，以七絕居多，勁氣直達多古調。。